# Аганипа
Аганипа (грч. Ἀγανίππη) је у грчкој митологији било име више личности. 

## Митологија
1. Била је нимфа Најада са истоименог извора на планини Хеликон у Беотији у централној Грчкој. Према Паусанији, била је кћерка локалног речног бога Термеса. Она је можда иста личност као и Еуфема, дадиља муза.[1]
2. Према Хигину, била је мајка Данаје, коју је имала са Акрисијем.[2] Ипак, најчешће је њено име било Еуридика.[3]

## Биологија
Латинско име ових личности (Aganippe) је назив за род паука.